# José Gregorio Biomorgi
José Gregorio Biomorgi est un chimiste et homme politique vénézuélien. Il a été ambassadeur du Venezuela en Syrie en 2018, puis vice-ministre du Développement industriel quelques mois durant avant d'être nommé ministre vénézuélien des Industries et de la Production nationale, titulaire du portefeuille de décembre 2021 à avril 2022.

## Biographie
Il est diplômé en chimie de l'université centrale du Venezuela et docteur en chimie macromoléculaire et supramoléculaire de l'Université Toulouse-III-Paul-Sabatier en France et de l'université norvégienne de sciences et de technologie à Trondheim.

## Carrière politique
Depuis 2002, il occupe diverses charges au sein de cabinets ministériels vénézuéliens. En 2018, il est nommé ambassadeur du Venezuela en Syrie, puis vice-ministre du Développement industriel à la fin août 2021. Fin octobre 2021, toujours qualifié d'« ambassadeur » par la télévision pro-chaviste Venezolana de Televisión, il reçoit l'ordre du mérite syrien.
Par décret no 4621 paru au Journal officiel, il est nommé ministre vénézuélien des Industries et de la Production nationale le 8 décembre 2021 en remplacement de Jorge Arreaza nommé candidat par le pouvoir de Nicolas Maduro aux élections régionales vénézuéliennes de 2022 pour l'État de Barinas à la suite de l'annulation du scrutin remporté par Freddy Superlano aux scrutin de décembre 2021 ; celui-ci ayant ensuite été disqualifié et la victoire attribuée à Argenis Chávez, ce dernier ayant démissionné une semaine après.